# Гран-прі Монако 1952
Гран-прі Монако 1952 року (фр. XIIe Grand Prix Automobile de Monaco) — незалікова гонка змагань спорткарів, що пройшла 2 червня на трасі Монте-Карло. Переможцем став Вітторіо Мардзотто.

## Зміни траси
У 1952 році зміни у повороті біля церкви Saint Devote скоротили трасу до 3145 метрів з 3180 у 1950 році.

## Учасники
|     | Пілот                               | Команда            | Автівка             |
| --- | ----------------------------------- | ------------------ | ------------------- |
| 52  | Хуан Ховер                          | Пеґасо             | Pegaso Z-102        |
| 54  | Хоакін Паласіо Повер                | Пеґасо             | Pegaso Z-102        |
| 56  | Робер Манзон                        | Ґордіні            | Gordini T15S        |
| 58  | Жан Лука                            | Луїджі Чінетті     | Ferrari 225S        |
| 60  | П'єр Бонкомпаньї                    | приватна заявка    | Ferrari 225S        |
| 62  | Рене Коттон                         | приватна заявка    | Delahaye 135S       |
| 64  | Луї Розьє Моріс Трентіньян          | приватна заявка    | Talbot-Lago T26GS   |
| 66  | Луї Розьє Моріс Трентіньян          | приватна заявка    | Talbot-Lago T26GS   |
| 68  | П'єр Левег                          | приватна заявка    | Talbot-Lago T26GS   |
| 70  | П'єр Мейра                          | приватна заявка    | Talbot-Lago T26GS   |
| 72  | Редж Парнелл                        | Астон Мартін       | Aston Martin DB3    |
| 74  | Пітер Коллінз                       | Астон Мартін       | Aston Martin DB3    |
| 76  | Ленс Маклін                         | Астон Мартін       | Aston Martin DB3    |
| 78  | Стірлінг Мосс                       | Ягуар              | Jaguar C-Type       |
| 80  | Леслі Джонсон                       |                    | Jaguar C-Type       |
| 82  | Томмі Вісдом                        | приватна заявка    | Jaguar C-Type       |
| 84  | Ентоні Юм                           | Арчі Брайд         | Allard J2X          |
| 86  | Франческо Буонакорсі                |                    | Ferrari 166 MM/225S |
| 88  | Джованні Бракко                     | Скудерія Ґвасталла | Ferrari 225S        |
| 90  | Клементе Біондетті Антоніо Станьолі | Скудерія Ґвасталла | Ferrari 225S        |
| 92  | Еудженіо Кастелотті                 | Скудерія Ґвасталла | Ferrari 225S        |
| 94  | Вітторіо Мардзотто                  | Скудерія Мардзотто | Ferrari 225S        |
| 96  | П'єро Каріні                        | Скудерія Мардзотто | Ferrari 340 America |
| 98  | Андре Сімон                         |                    | Ferrari 225S        |
| 100 | Фернандо Маскареньяс                | приватна заявка    | Allard J2X          |

## Перегони
|      | Пілот                               | Конструктор  | Кіл | Час               | Старт |
| ---- | ----------------------------------- | ------------ | --- | ----------------- | ----- |
| 1    | Вітторіо Мардзотто                  | Феррарі      | 100 | 3:21:28.4         | 11    |
| 2    | Еудженіо Кастелотті                 | Феррарі      | 100 | +15.5             | 10    |
| 3    | Клементе Біондетті Антоніо Станьолі | Феррарі      | 98  | +2 кола           | 3     |
| 4    | Жан Лука                            | Феррарі      | 96  | +4 кола           | 15    |
| 5    | П'єр Бонкомпаньї                    | Феррарі      | 95  | +5 кіл            | 8     |
| 6    | Томмі Вісдом                        | Ягуар        | 95  | +5 кіл            | 16    |
| 7    | Пітер Коллінз                       | Астон Мартін | 92  | +8 кіл            | 12    |
| 8    | Рене Коттон                         | Делайє       | 85  | +15 кіл           | 18    |
| Схід | Ленс Маклін                         | Астон Мартін | 73  | двигун            | 6     |
| Схід | Фернандо Маскареньяс                | Аллард       | 64  | тріщина бака      | 17    |
| Схід | Стірлінг Мосс                       | Ягуар        | 46  | аварія            | 2     |
| Схід | Луї Розьє Моріс Трентіньян          | Тальбот-Лаго | 37  |                   | 7     |
| Схід | П'єро Каріні                        | Феррарі      | 37  | аварія            | 13    |
| Схід | Робер Манзон                        | Ґордіні      | 24  | аварія            | 5     |
| Схід | Ентоні Юм                           | Аллард       | 22  | аварія            | 14    |
| Схід | Редж Парнелл                        | Астон Мартін | 18  | двигун            | 4     |
| Схід | Джованні Бракко                     | Феррарі      | 8   | гальма            | 9     |
| Схід | П'єр Левег                          | Тальбот-Лаго | 5   | розподільний вал  | 1     |
| НС   | Хоакін Паласіо Повер                | Пеґасо       |     | не стартував      |       |
| НКВ  | Хуан Ховер                          | Пеґасо       |     | не кваліфікувався |       |

## Інциденти
- На практиці Луїджі Фаджіолі в тунелі втратив керування та врізався в бетонну балюстраду. Його доставили в лікарню, де гонщик прийшов до тями. Однак, не зважаючи на нетяжкі травми, за три тижні він помер.